# Лежневский
Лежневский — упразднённый в 2009 году посёлок в Чулымском районе Новосибирской области. Входил на момент упразднения в состав Кокошинского сельсовета.

## География
Площадь посёлка — 16 га.

## История
Ликвидирован в 2009 году.

## Инфраструктура
В посёлке по данным на 2007 год отсутствует социальная инфраструктура.

## Транспорт
Просёлочные дороги.